# Adamowice (województwo mazowieckie)
Adamowice – wieś w Polsce położona w województwie mazowieckim, w powiecie żyrardowskim, w gminie Mszczonów}. Leży przy  drodze ekspresowej S8 stanowiącej polską część trasy E67. Przez miejscowość przepływa rzeka Korabiewka.
W skład sołectwa Adamowice wchodzi mtakże wieś Powązki.
Według danych z 31 grudnia 2012 wieś miała 98 mieszkańców.
Prywatna wieś szlachecka położona była w drugiej połowie XVI wieku w powiecie mszczonowskim ziemi sochaczewskiej województwa rawskiego. Wieś prywatna Królestwa Kongresowego, położona była w 1827 roku w powiecie błońskim, obwodzie warszawskim województwa mazowieckiego.  W latach 1954–1959 wieś należała i była siedzibą władz gromady Adamowice, po jej zniesieniu w gromadzie Mszczonów. W latach 1975–1998 miejscowość administracyjnie należała do województwa skierniewickiego.